# Blizne
Blizne ist eine Ortschaft mit einem Schulzenamt der Gemeinde Jasienica Rosielna im Powiat Brzozowski der Woiwodschaft Karpatenvorland in Polen.

## Geographie
Der Ort liegt am Fluss Stopnica im Dynów-Gebirge zwischen Domaradz im Nordwesten und Brzozów im Südosten, der Gemeindesitz Jasienica Rosielna liegt im Westen.

## Geschichte
Der Ort liegt innerhalb historischen Landschaft Rotrutheniens. Er wurde laut dem Gründungsprivileg König Kasimirs des Großen aus 25. April 1366 nach Deutschem Recht von Falko von Krosno als Neusiedlung im Wald Blizne gegründet (Viro Falconi … damus … silvam … dictam Blyzne ad locandum villam). Er wurde entweder von Polen oder Deutschen besiedelt. Später wurde das Dorf als Blysne (1402), Blisna (1424), Blyzsno (1457), Blyszn(y)e (1467), z Bliznego (1595) erwähnt. Der Name ist abgeleitet vom Adjektiv blizny (deutsch nahe).
Die Pfarrei und die Kirche wurde erst im Jahre 1470 erwähnt.
Bei der Ersten Teilung Polens kam Blizne 1772 zum neuen Königreich Galizien und Lodomerien des habsburgischen Kaiserreichs (ab 1804). Ab dem Jahr 1855 gehörte Blizne zum Bezirk Brzozów.
1918, nach dem Ende des Ersten Weltkriegs und dem Zusammenbruch der k.u.k. Monarchie, kam Blizne zu Polen. Unterbrochen wurde dies nur durch die Besetzung Polens durch die Wehrmacht im Zweiten Weltkrieg. Von 1975 bis 1998 gehörte Blizne zur Woiwodschaft Krosno.

## Sehenswürdigkeiten
- Römisch-katholische Holzkirche, erbaut im 15. oder 16. Jahrhundert, ab 2003 in die Liste des UNESCO-Welterbes aufgenommen, siehe die Holzkirchen im südlichen Kleinpolen
- Gemauerte Kapelle, erbaut 1877 an Stelle des Kapuzinerklosters

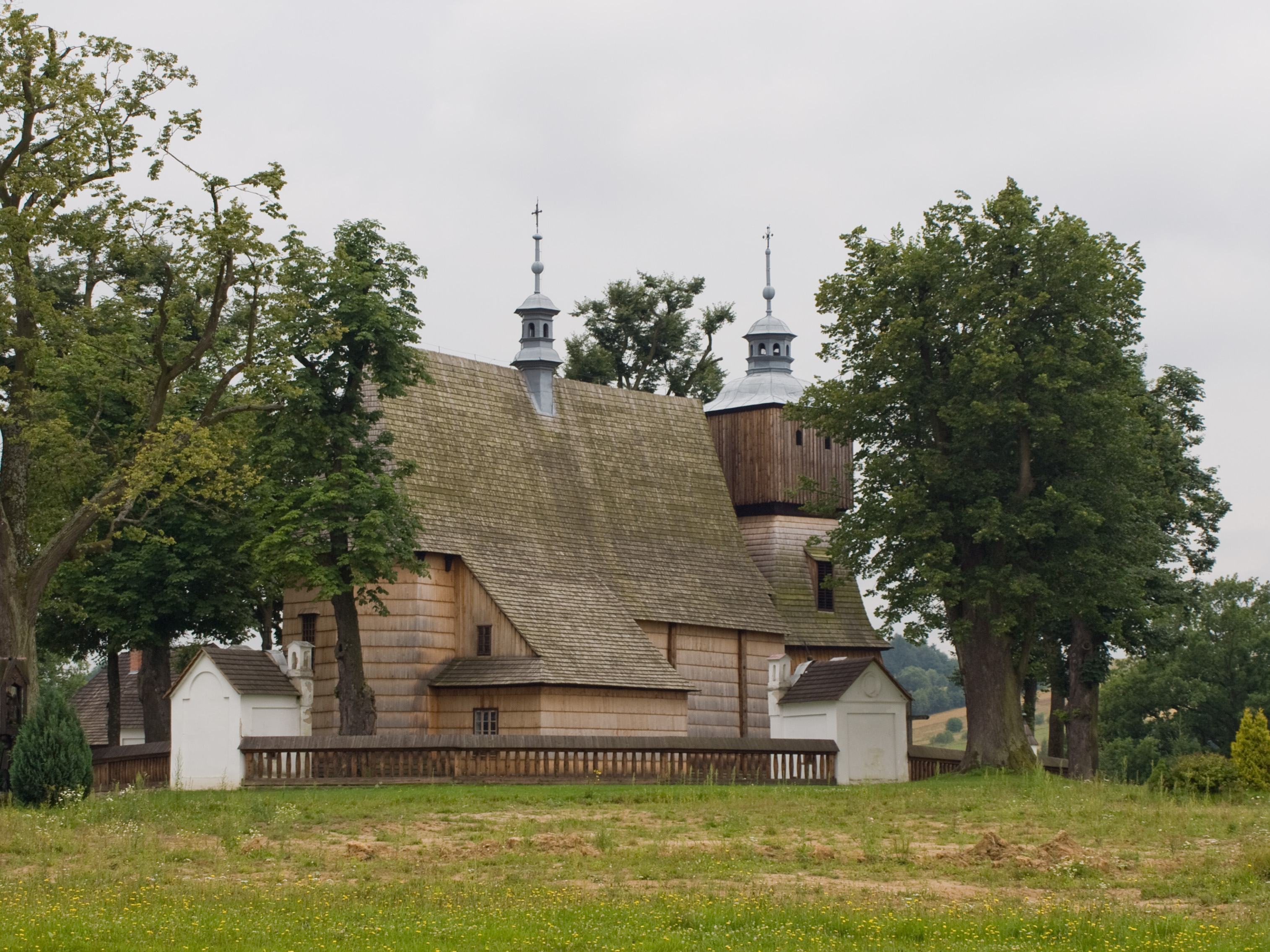
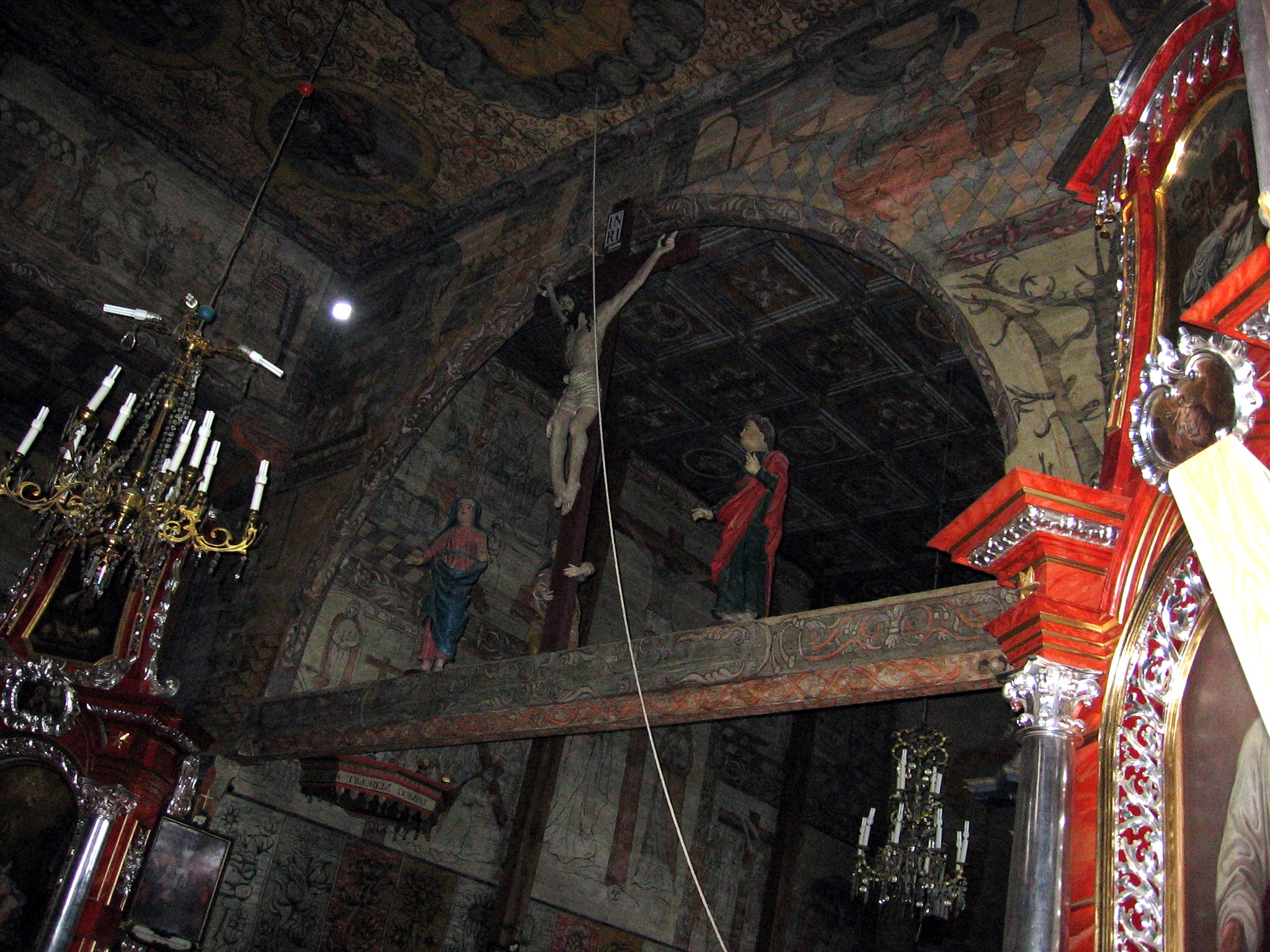